# Powiat szczycieński

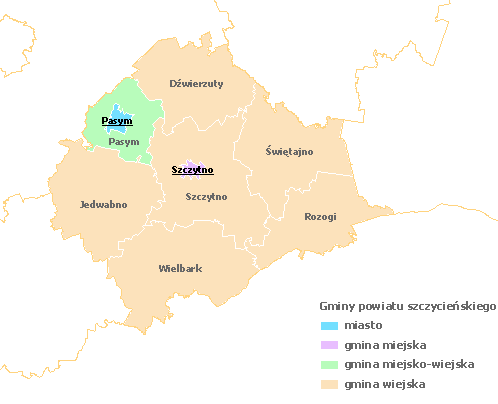
Gminy powiatu szczycieńskiego

Powiat szczycieński – powiat w Polsce (województwo warmińsko-mazurskie) utworzony w 1999 w ramach reformy administracyjnej. Jego siedzibą jest miasto Szczytno.
W skład powiatu wchodzą:
- gminy miejskie: Szczytno
- gminy miejsko-wiejskie: Pasym, Wielbark
- gminy wiejskie: Dźwierzuty, Jedwabno, Rozogi, Szczytno, Świętajno
- miasta: Szczytno, Pasym, Wielbark

Według danych z 31 grudnia 2019 roku powiat zamieszkiwało 69 376 osób. Natomiast według danych z 30 czerwca 2020 roku powiat zamieszkiwały 69 263 osoby.

## Demografia

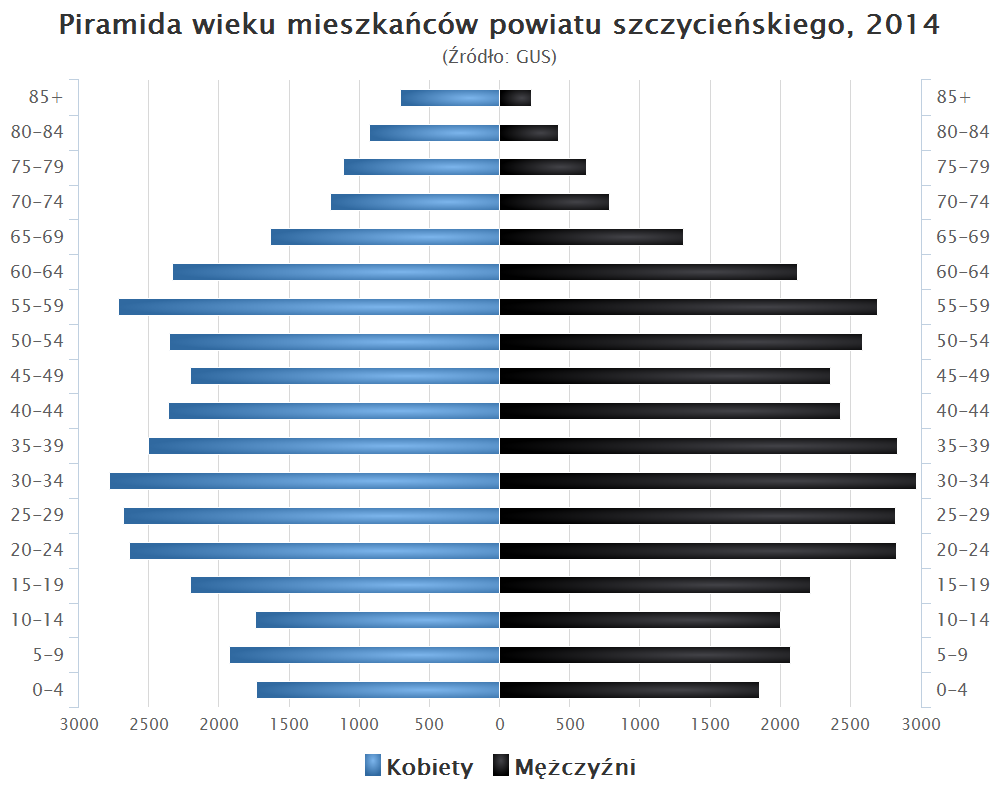
Piramida wieku mieszkańców powiatu szczycieńskiego w 2014 roku

Liczba ludności (dane z 30 czerwca 2005):
|        | Ogółem | Ogółem | Kobiety | Kobiety | Mężczyźni | Mężczyźni |
| osób   | %      | osób   | %       | osób    | %         |           |
| ------ | ------ | ------ | ------- | ------- | --------- | --------- |
| Ogółem | 69 511 | 100    | 35 065  | 50,45   | 34 446    | 49,55     |
| Miasto | 28 444 | 40,92  | 14 825  | 21,33   | 13 619    | 19,59     |
| Wieś   | 41 067 | 59,08  | 20 240  | 29,12   | 20 827    | 29,96     |

▶Wieś vs ▶miasto
Ogółem (▶k, ▶m)
Miasto (▶k, ▶m)
Wieś (▶k, ▶m)

### Ludność w latach
- 1999 – 71 623
- 2000 – 71 838
- 2001 – 72 016
- 2002 – 69 564
- 2003 – 69 600
- 2004 – 69 380

## Gospodarka
W końcu września 2019 liczba zarejestrowanych bezrobotnych w powiecie szczycieńskim obejmowała ok. 1,8 tys. mieszkańców, co stanowi stopę bezrobocia na poziomie 8,2% do aktywnych zawodowo.

## Sąsiednie powiaty
- powiat nidzicki
- powiat olsztyński
- powiat mrągowski
- powiat piski
- powiat ostrołęcki (mazowieckie)
- powiat przasnyski (mazowieckie)